# Lesupu (Fluss)
Der Lesupu ist ein Wasserlauf im osttimoresischen Suco Atudara (Gemeinde Bobonaro). Teilweise markiert der Fluss die Grenze zwischen den beiden Aldeias Biateho und Nuapu.
Der Lesupu entspringt im unbesiedelten Zentrum des Nordterritoriums des zweigeteilten Sucos und fließt nach Westen ab. Dabei passiert er den Hügel Foho Poelau auf der Südseite. Im Westen führt eine Straße durch den Fluss. Südlich der Stelle liegt das Dorf Nuapu, weiter nördlich befindet sich das Dorf Maumela. Etwa einen halben Kilometer weiter westlich verschwindet das Flussbett des Lesupu im Bewässerungssystem der Reisfelder. Landkarten geben an, dass der Fluss eigentlich einen Schwenk nach Norden macht und dann in den Nunura mündet. Auch eine Verbindung zum parallel im Süden fließenden Timoreme soll es demnach geben. Weder erreicht er die gleichnamige Aldeia weiter nördlich, noch passiert er den dortigen Ort Lesupu.